# Nicky Butt
Nicholas „Nicky“ Butt (* 21. Januar 1975 in Manchester) ist ein ehemaliger englischer Fußballspieler. Der 39-fache englische Nationalspieler wurde zumeist im zentral-defensiven Mittelfeld eingesetzt und verbrachte zwischen 1992 und 2004 zwölf Profijahre bei Manchester United. Teile seiner Trophäensammlung sind sechs englische Meisterschaften (1996, 1997, 1999, 2000, 2001, 2003), drei FA-Cup-Ausgaben (1996, 1999, 2004) und 1999 der Champions-League-Titel. Er nahm mit großem Erfolg an der WM 2002 in Japan und Südkorea und verletzungsbedingt mit weniger Fortune an der Euro 2004 in Portugal teil. Zwischen 2004 und 2010 verbrachte er – mit Ausnahme eines Leihjahrs in Birmingham – die letzten Jahre im englischen Profifußball für Newcastle United.

## Karriere

### Manchester United (1991–2004)
Butt war Teil der Nachwuchsabteilung von Manchester United und gewann unter Jugendtrainer Eric Harrison 1992 an der Seite von späteren Nationalmannschaftskollegen wie Gary Neville und David Beckham sowie den Walisern Robbie Savage und Ryan Giggs gegen Crystal Palace die Jugendausgabe des FA Cups. Erste Profierfahrungen sammelte er am 21. November 1992, als ihn Chef-Trainer Alex Ferguson während des 3:0-Siegs gegen Oldham Athletic für Paul Ince einwechselte. Es blieb jedoch sein einziger Einsatz während der Saison 1992/93 und auch während der folgenden Spielzeit 1993/94 bekam er in nur einem Ligaspiel eine weitere Bewährungschance. Erster sportlicher Höhepunkt war darüber hinaus im April 1994 seine Teilnahme am FA-Cup-Halbfinale, das erneut gegen Oldham Athletic mit einem 1:1-Remis endete.
Während der Saison 1994/95 kam Butt dann regelmäßig auf der zentralen Mittelfeldposition zum Zuge und obwohl „United“ keinen Titel gewann, hatte der Neuling speziell in der Champions League mit sechs Einsätzen auf sich aufmerksam gemacht. Als Ince schließlich 1995 den Verein verließ, war es nicht zuletzt Butt zu verdanken, dass die sportliche Lücke an der Seite von Roy Keane prompt geschlossen werden konnte. Zwar verfügte er nicht über eine vergleichbare Torgefährlichkeit, aber mit seiner reifen Spielanlage war er bald einer der einflussreichsten Spieler in der Premier League überhaupt, an deren Saisonende der Gewinn des Doubles aus englischer Meisterschaft und FA Cup stand. Zwei besonders wichtige Treffer sind ihm in der Ligapartie gegen den FC Liverpool sowie im Pokal gegen den AFC Sunderland (jeweils 2:2) gelungen.
Nach einem spektakulären 4:0-Erfolg am 11. August 1996 in der Charity-Shield-Partie – dem englischen Äquivalent des Supercups – gegen Newcastle United, in dem Butt den Treffer zum 2:0 geschossen hatte, verteidigte er in der Saison 1996/97 den Premier-League-Titel. Der mittlerweile zum englischen U-21-Kapitän beförderte Mittelfeldakteur hatte zwar zwischenzeitlich mit Verletzungen zu kämpfen, kam jedoch in 26 Ligapartien zum Zuge und schoss dabei fünf Tore – es sollte die beste Ausbeute in seiner gesamten Karriere im englischen Fußball bleiben. Obwohl Trainer Ferguson fortan den zunächst im Angriff platzierten Paul Scholes ins Mittelfeld zurückzog und damit Butt zusätzliche Konkurrenz bescherte, änderte sich an dessen Status wenig. Dies war jedoch auch Keanes schwerer Verletzung im September 1997 zu „verdanken“ und Butt kam in einer Saison 1997/98, die enttäuschend ohne Titel endete, im zumeist defensiven Mittelfeld auf insgesamt 33 Ligaeinsätze. In der Saison 1998/99 verlor er dann seinen mehr oder weniger fixen Platz im Mittelfeld von United. Ebenso wenig hilfreich waren Sperren, die gegen ihn aufgrund zweier roter Karten binnen fünf Tagen gegen den FC Barcelona und den FC Arsenal ausgesprochen wurden. Je nach taktischer Ausrichtung musste er seinen Platz neben Roy Keane oder Paul Scholes finden und fand sich häufiger auf der Ersatzbank wieder. Dennoch war die Spielzeit auch für ihn ein großer Erfolg. Wenngleich er an dem FA-Cup-Finalerfolg gegen Newcastle United (2:0) keinen Anteil hatte, errang er einen weiteren englischen Meistertitel und da sowohl Keane als auch Scholes im Finale der Champions League gegen den FC Bayern München gesperrt waren, setzte Ferguson im Mittelfeldzentrum auf das Duo Butt-Beckham und war mit dieser Maßnahme erfolgreich – sein Team eroberte mit dem 2:1-Sieg das „Triple“.
Auch in der Saison 1999/2000, in der er sich mit Scholes um den Platz an Keanes Seite stritt und den Iren im September 1999 vertrat, handelte er sich bei einem 5:0-Sieg gegen den FC Chelsea einen Platzverweis ein. Diese führte zu einer Sperre von drei Partien, die Butt dazu nutzte, sich an der Leiste operieren zu lassen. Nach seinem Comeback im November 1999 traf er bei der insgesamt enttäuschend verlaufenden Klub-Weltmeisterschaft 2000 gegen Vasco da Gama (1:3) und gewann zum Ende der Spielzeit eine weitere englische Meisterschaft. Zwar hatte er erneut nicht für die spielerischen Glanzpunkte gesorgt und sich gegen den FC Watford eine weitere rote Karte „eingehandelt“, aber Trainer Ferguson schätzte weiterhin Butts Zuverlässigkeit. Nach dem fünften Premier-League-Titel im Jahr 2001 und einer anschließend titellosen Saison 2001/02 verschlechterten sich Butts Perspektiven zunehmend. Schuld daran war neben einer dreimonatigen Pause, die Butt nach einer Verletzung aus einem Länderspiel gegen Mazedonien im Oktober 2002 einlegen musste, zunehmende Konkurrenz auf seiner Position – hier fiel vor allem Phil Neville auf. Dessen ungeachtet gewann er in der Saison 2002/03 seinen bereits sechsten Premier-League-Titel und im Jahr darauf den FA Cup. Das Pokalendspiel gegen den FC Millwall (3:0) war Butts letzter Pflichtspieleinsatz für Manchester United und beschränkte sich auf eine Einwechslung in der 84. Minute für den Schotten Darren Fletcher. Nachdem sich bereits im Dezember 2003 Spekulationen über einen Wechsel zum FC Middlesbrough oder Tottenham Hotspur gemehrt hatten, wechselte Butt im Sommer 2004 für 2,5 Millionen Pfund zu dem von Bobby Robson betreuten Newcastle United und unterzeichnete dort einen Vierjahresvertrag. Butt selbst hatte zuvor im Januar 2004 um einen Wechsel gebeten, ein unmittelbar folgendes Angebot von Birmingham City jedoch ebenso abgelehnt.

### Newcastle United (2004–2010)
Butt, der bei den „Magpies“ primär Gary Speed ersetzen sollte, blieb jedoch nicht von Verletzungen verschont und im Januar 2005 verpflichtete Newcastle mit dem senegalesischen Nationalspieler Amdy Faye einen weiteren Ersatz für Butts Position. Als die Klubführung dann nach Beendigung der Saison 2004/05 mit Scott Parker und Emre Belözoğlu weitere Spieler im Mittelfeldbereich kaufte, wurde Butt für die gesamte Spielzeit 2005/06 an Birmingham City ausgeliehen. Beim Erstligakonkurrenten, der vom ehemaligen United-Mannschaftskameraden Steve Bruce trainiert wurde, kam Butt auf 24 Ligaeinsätze in einer Saison, die mit dem Abstieg in die Zweitklassigkeit endete. Er kehrte nach Newcastle zurück und obwohl sich mit dem AFC Sunderland ein weiterer Klub mit einem früheren Manchester-Kollegen als Trainer (Roy Keane) interessiert zeigte, nahm er einen weiteren Anlauf bei Newcastle United, das mittlerweile von Glenn Roeder betreut wurde.
Während der Saison 2006/07 fand Butt im zentral-defensiven Mittelfeld seinen Platz, während sich Spieler wie Parker und Emre offensiver orientierten. Die fortschreitende sportliche Entwicklung kam auch äußerlich sichtbar zum Ausdruck, als er im Februar 2007 den verletzten Parker in einem UEFA-Pokal-Spiel gegen den SV Zulte Waregem als Kapitän vertrat. Als Parker schließlich zu West Ham United abwanderte, verfestigte sich Butts Status als Schlüsselspieler im Mittelfeld und im Dezember 2007 verlängerte dieser seinen Vertrag bis zum Ende der Spielzeit 2008/09. Da auch Michael Owen häufig mit Verletzungen zu kämpfen hatte, übernahm Butt weiterhin als Mannschaftsführer zusätzliche Verantwortung. Dem erhöhten Stellenwert zum Trotz stieg er am Ende der Saison 2008/09 aus der höchsten englischen Spielklasse ab.
Die Saison 2009/10 in der zweitklassigen Football League Championship war Butts erstes Jahr unterhalb der Premier League und nach dem Abgang von Michael Owen zu Manchester United übernahm er dauerhaft das Kapitänsamt. Dass er dieses nur selten ausübte, lag daran, dass er nur 17 Ligapartien bestritt – zehnmal stand er in der Startelf – und ihm der formstarke Alan Smith seinen Status als Führungsspieler streitig machte. Am Ende verzeichnete Butt jedoch mit dem Wiederaufstieg in die englische Eliteklasse einen letzten sportlichen Erfolg, bevor er im April 2010 seinen Rücktritt vom englischen Profifußball bekannt gab.

### South China (2010–2011)
Ende November 2010 unterzeichnete Butt in Hongkong bei dem in der First Division League aktiven Klub South China einen Vertrag mit einer kurzfristigen Laufzeit von drei Monaten. Danach beendete er seine Karriere.

### Englische Nationalmannschaft
Butt, der zu Beginn seiner Laufbahn sieben Mal für die englische U-21-Auswahl aufgelaufen war und diese im November 1996 erstmals als Kapitän angeführt hatte, absolvierte am 29. März 1997 sein erstes A-Länderspiel gegen Mexiko. Der erste Auftritt von Beginn an folgte rund ein Jahr später, als er am 11. Februar 1998 im Rahmen seines fünften England-Einsatzes Chile im heimischen Wembley-Stadion mit 0:2 unterlag. Obwohl er sich stetig in die Mannschaft spielte, sorgten eine Hüftverletzung dafür, dass ihn Trainer Glenn Hoddle im englischen Kader für die WM 1998 in Frankreich nicht berücksichtigte. Nach dem Turnier selbst kam Butt dann nur noch sporadisch zum Zuge und Hoddles Nachfolger Kevin Keegan verzichtete auf seine Nominierung für die Europameisterschaft 2000 in Belgien und den Niederlanden – zwischen den beiden Endrunden war Butt zu nur zwei Länderspiele gekommen.
Erst nach der Ankunft von Sven-Göran Eriksson nahm Butt eine dauerhaft positive Entwicklung bei den „Three Lions“. Dabei war er im Vorfeld der WM 2002 in Japan und Südkorea erst Ergänzungsspieler – bis Februar 2002 stand er bei nur drei seiner sieben Einsätze unter Eriksson Führung in der Startelf –, aber nach seiner ersten Nominierung für ein großes Endrundenturnier entwickelte er sich nach der Verletzung von Steven Gerrard zum „heimlichen Star“ in der englischen Mannschaft; dabei adelte ihn Pelé als besten Akteur der WM 2002. Nach diesem Höhepunkt blieb Butt zunächst Stammspieler, verletzte sich dann jedoch im Oktober 2002 schwer und rückte nach seinem Comeback im neuen Jahr 2003 ins zweite Glied. Eriksson berief ihn zwar für die EM 2004 in Portugal erneut in den Kader, aber dort kam er nicht mehr zum Zug. Sein 39. Länderspiel am 17. November 2004 gegen Spanien (0:1) blieb das letzte in Butts Profilaufbahn – ein eigenes Tor war ihm in den mehr als 7½ Jahren nicht vergönnt gewesen.

## Erfolge
- Weltpokalsieger: 1999
- Champions-League-Sieger: 1998/99
- Englischer Meister: 1995/96, 1996/97, 1998/99, 1999/2000, 2000/01, 2002/03
- FA-Cup-Sieger: 1995/96, 1998/99, 2003/04
- Charity/Community-Shield-Sieger: 1996, 1997, 2003
- FA-Youth-Cup-Sieger: 1992
- U-18-Europameister: 1993